# NGC 6998
NGC 6998 é uma galáxia elíptica (E) localizada na direcção da constelação de Microscopium. Possui uma declinação de -28° 01' 54" e uma ascensão recta de 21 horas, 01 minutos e 37,7 segundos.
A galáxia NGC 6998 foi descoberta em 19 de Outubro de 1864 por Albert Marth.